# Jan Wodyński (zm. 1616)
Jan Wodyński herbu Kościesza (zm. w 1616 roku) – wojewoda podlaski w latach 1613–1616, kasztelan podlaski w latach 1596–1613, sędzia ziemski drohicki w latach 1591–1596, podczaszy podlaski w latach 1587–1589.
Poseł na sejm pacyfikacyjny 1589 roku z województwa podlaskiego.
W 1589 roku był sygnatariuszem ratyfikacji traktatu bytomsko-będzińskiego na sejmie pacyfikacyjnym.
Jan był synem  Mikołaja i Katarzyny Kosińskiej, wnukiem Jana, prawnukiem Mikołaja. Trzykrotnie żonaty. Miał czterech synów i córkę.